# Loch Achaidh na h-Inich
Loch Achaidh na h-Inich är en sjö i Storbritannien.   Den ligger i kommunen Highland och riksdelen Skottland, i den nordvästra delen av landet, 700 km nordväst om huvudstaden London. Loch Achaidh na h-Inich ligger 179 meter över havet.  I omgivningarna runt Loch Achaidh na h-Inich växer i huvudsak blandskog.